# Història del mètode científic

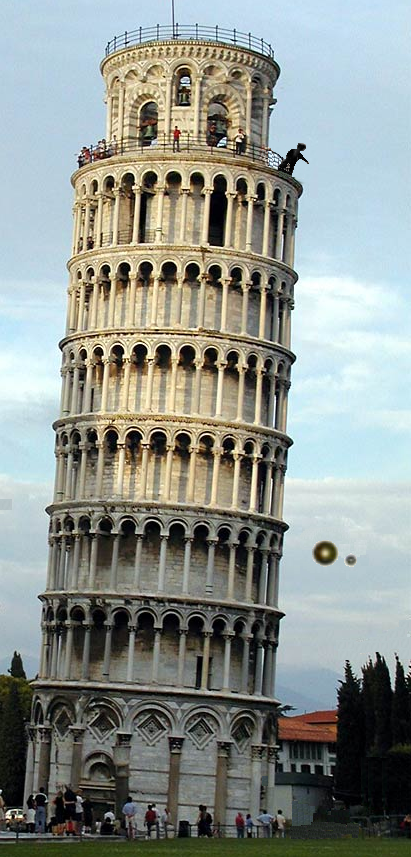
Representació virtual de l'experiment de Galileu, que va deixar caure des de dalt de la Torre inclinada de Pisa una bala de canó i una altra d'escopeta, per demostrar que totes dues queien a la mateixa velocitat

La història del mètode científic és la història de la metodologia de la recerca científica, que és diferent de la història de la ciència. El desenvolupament i l'elaboració de les regles del raonament i la investigació científics no ha consistit en un procés directe i clar, i ha estat objecte de debats intensos i recurrents al llarg de la història de la ciència. Molts filòsofs i científics eminents han mantingut discussions que donaven suport a la primacia de determinades formes de conduir-lo. Malgrat les discrepàncies, és també cert que poden identificar-se clares tendències d'una metodologia comuna al llarg del desenvolupament dels últims mil·lennis, fins a arribar a les formes del moment present.
Bàsicament hi ha hagut dos pilars per al desenvolupament del coneixement científic: el racionalista i l'empirista, que han donat primacia a les deduccions fetes amb el raonament, o a les observacions dels fenòmens naturals, per arribar finalment a una síntesi que es basa en els dos mètodes. Com a eina important utilitzada pel raonament, cal esmentar especialment les matemàtiques, que van ser introduïdes en el raonament científic sobretot gràcies a Descartes, Galileu, Kepler, Newton i Leibniz.

## Metodologia més antiga
Els documents de les primeres cultures que han arribat fins als nostres dies contenen poques referències a metodologies científiques. No obstant això, es troben algunes descripcions d'investigacions que fan referència a la natura. Així, hi ha un tractat de medicina egípcia, el denominat Papir d'Edwin Smith (cap al 1600 aC), que aplica els elements següents: examen, diagnòstic, tractament i pronòstic; que mostren un paral·lelisme amb la metodologia empírica. Així mateix, un altre papir, Papir d'Ebers (cap al 1500 aC) també conté evidències del mètode empíric.
Cap a mitjans del primer mil·lenni aC a Mesopotàmia, l'astronomia babilònica havia evolucionat ja de tal manera que es pot dir que fou el primer intent seriós i reeixit de donar un tractament matemàtic als fenòmens astronòmics. Segons l'historiador Asger Aaboe totes les varietats d'astronomia científica arrenquen d'aquestes arrels.
Els antics babilonis i egipcis van desenvolupar força coneixement tècnic, artesanal i matemàtic, utilitzat en tasques pràctiques de previsió, així com coneixements de medicina. No obstant això, tot i que els babilonis havien desenvolupat les primeres formes d'una ciència matemàtica empírica, no tenien teories racionals de la natura. Van ser els grecs el que es van dedicar per primer cop a formular teories racionals científiques. L'escola presocràtica va iniciar aquesta tasca durant el període arcaic (650-480 aC). Thales va proclamar que cada fenomen natural tenia una causa que era també natural, i va rebutjar acceptar explicacions religioses o mitològiques. Leucip va desenvolupar la teoria de l'atomisme, és a dir, que totes les coses estan compostes d'elements indivisibles i no destructibles, denominats àtoms. Aquesta teoria va ser elaborada amb més detall per Demòcrit. Idees atomistes similars varen desenvolupar-se de manera independent entre filòsofs indis antics de les escoles nyaya, vaisesika i budista.

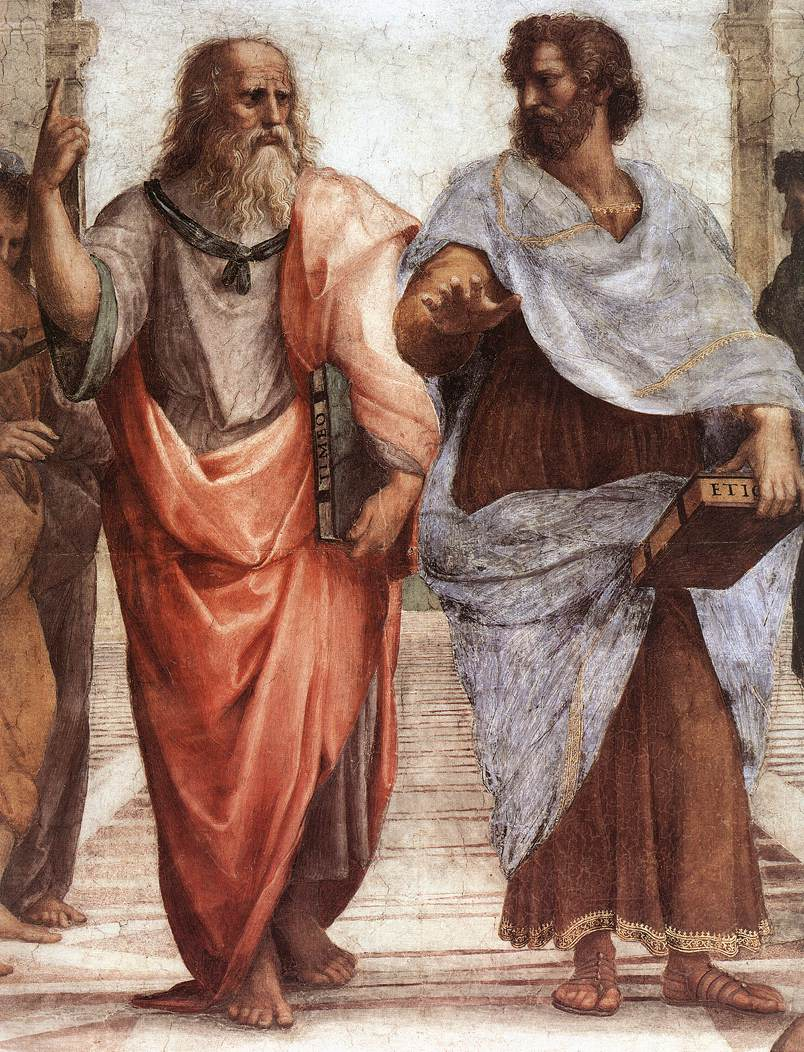
Plató i Aristòtil, pintats per Rafael

Cap a mitjan segle v aC, alguns dels components de la tradició científica ja estaven establerts. Plató és una figura de referència en aquesta època, i va contribuir al desenvolupament del raonament deductiu. Al seu diàleg Protàgoras, Plató menciona l'ensenyament de l'aritmètica, l'astronomia i la geometria a les escoles. Les idees filosòfiques de l'època estaven alliberades de les limitacions de les aparences i del sentit comú.
Al segle iii aC, el metge grec Erasístrat va utilitzar experiments per fonamentar les seves recerques, així en una ocasió va pesar repetidament un ocell engabiat, tot anotant la pèrdua de pes entre períodes d'alimentació.

### Ciència i empirisme aristotèlics
Aristòtil va introduir el que es pot denominar un mètode científic, basat en l'observació i la inducció: l'empirisme. Per Aristòtil les veritats universals poden ser conegudes a partir de fets particulars, per via de la inducció. Des d'aquestes veritats primàries, es poden obtenir altres veritats per via deductiva, utilitzant la lògica del sil·logisme.

## Emergència del mètode inductiu experimental
Al llarg de l'edat mitjana (que es correspon amb l'Edat d'or islàmica), la filosofia islàmica va tractar temes inclosos en el que actualment denominem ciència. Hi va haver una tendència a combinar teoria i pràctica, diferentment del que havia estat normal al món clàssic, i va ser normal pels estudiosos de les ciències ser al mateix temps artesans, el que els permetia construir instruments per dur a terme les seves experimentacions i observacions. També van aplicar mètodes per quantificar i calcular.

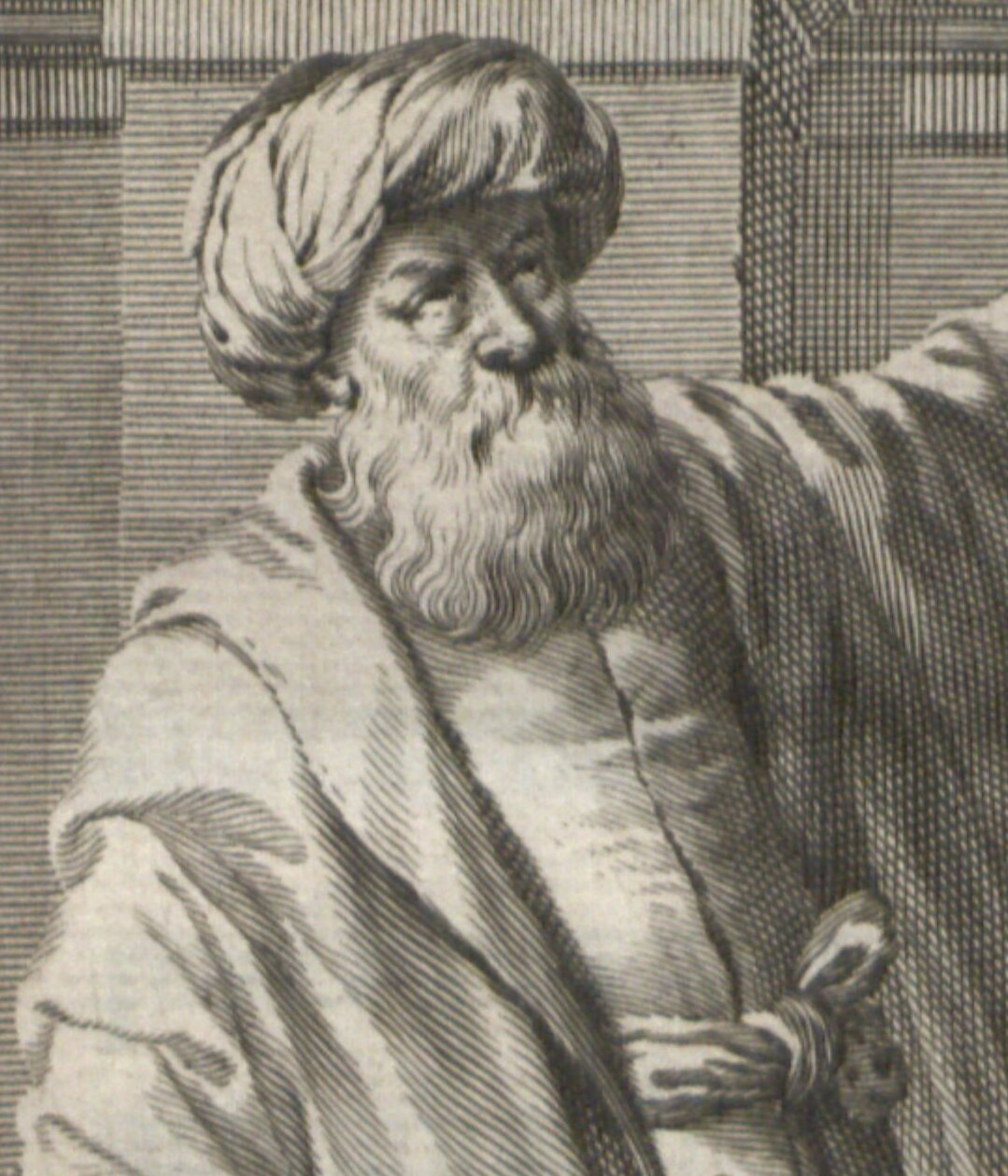
Ibn al-Hàytham (Alhazen)

El primer d'aquests mètodes científics experimentals va ser desenvolupat a Pèrsia pel físic i científic Ibn al-Hàytham (o Alhazen, ~965-1040). Utilitzant l'experimentació i les matemàtiques va desenvolupar les seves teories científiques sobre l'òptica, que va recollir en el seu Llibre d'òptica, que incloïa la formació de les imatges per l'ull. El seu mètode consistí en el procediment següent: 
1. Descripció del problema, de manera explícita, suportat per l'observació i per l'experimentació comprovadora.
2. Prova i crítica d'hipòtesis, mitjançant experimentació.
3. Interpretació de les dades i formulació de conclusions, emprant les matemàtiques.
4. Publicació dels resultats.

El científic persa Al-Biruní (973-1048) va aplicar mètodes científics a diversos camps, com la mineralogia, l'astronomia, la mecànica i inclús la sociologia. Va insistir en la realització d'experiments sistemàtics i repetitius, a fi de limitar els errors de percepció i mesura.
Robert Grosseteste (1175-1253) va ser un dels primers escolàstics que al segle xii va estudiar i comentar el pensament d'Aristòtil sobre el raonament científic. El procés d'anar des de l'observació a la norma general, i a continuació des de la norma universal deduir nous aspectes concrets, va ser anomenat per Grosseteste «resolució i composició». També va dir que les dues vies havien de ser verificades per mitjà de l'experimentació.
Roger Bacon (1220-1292) es va inspirar en l'obra de Grosseteste. Basa el seu mètode en un cicle iteratiu d'observació, hipòtesi, experimentació i verificació independent. Va anotar els detalls dels seus experiments, amb la idea que algú més pogués repetir-los. Cap al 1256 va ingressar a l'orde de Sant Francesc, i li va caldre un permís especial del papa Climent IV per publicar els seus estudis. El mateix papa li va encarregar escriure sobre temes científics. És aleshores quan va escriure tres tractats, Opus Majus (Obra major), Opus Minus (Obra Menor), i Opus Tertium (Obra Tercera). Segons William Whewell l'Opus Majus era «l'enciclopèdia del segle xiii».

## Els metodologistes moderns inicials

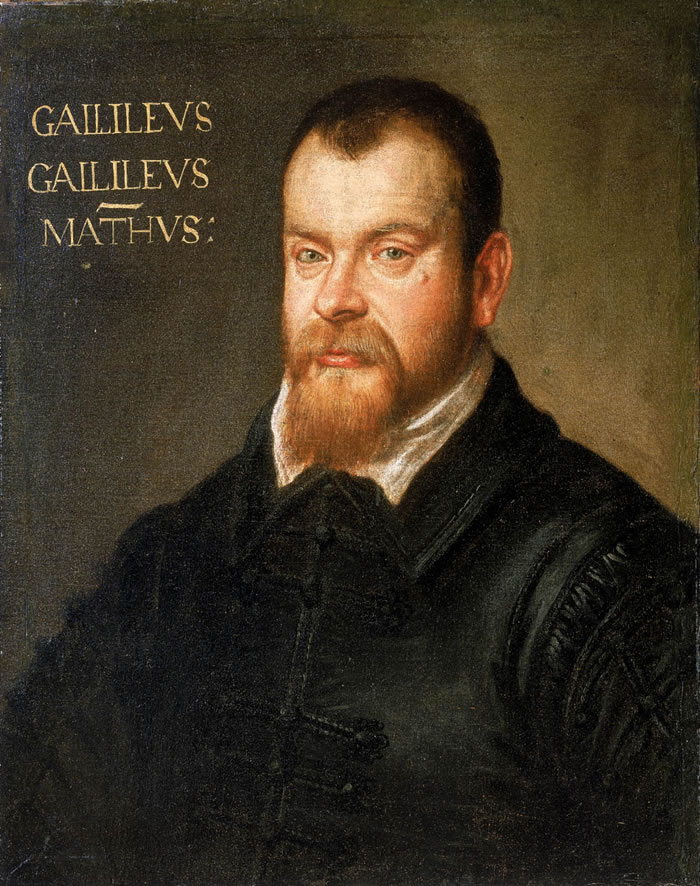
retrat de Galileo Galilei, fet per Domenico Tintoretto

Si bé el pensament aristotèlic va dominar l'edat mitjana el Renaixement, en general, va rebutjar les tradicions medievals i va recuperar altres filòsofs clàssics, principalment Plató.
Francis Bacon (1561-1626) va entrar al Trinity College de Cambridge el 1573, i va aplicar-se diligentment a les diverses ciències que hi ensenyaven. Va arribar a la conclusió que els mètodes utilitzats i els resultats eren erronis, i va aprendre a desconfiar de la filosofia aristotèlica. Quan va sortir de la universitat, Bacon ja tenia els gèrmens de les seves noves concepcions.

### Galileo Galilei: mètode experimental i matemàtiques
Galileu (1564-1642) va mostrar la seva teoria sobre el moviment en una època de gran conservadorisme religiós, a causa de la Reforma i la Contrareforma. Ni la seva metodologia ni els resultats seguien el sistema aristotèlic. Mentre Aristòtil ensenyà que les ciències havien de ser deduïdes a partir dels "primers principis", Galileu s'havia basat en l'experimentació. No obstant això, va presentar els seus resultats en forma de demostracions matemàtiques, sense fer referència als seus resultats experimentals. La utilització de les matemàtiques per a l'obtenció de resultats científics era així mateix una novetat a l'època.
Galileu no va presentar els resultats dels seus assajos a les obres escrites en llatí, sinó a les obres complementàries escrites en italià, i presentades en forma de diàleg.

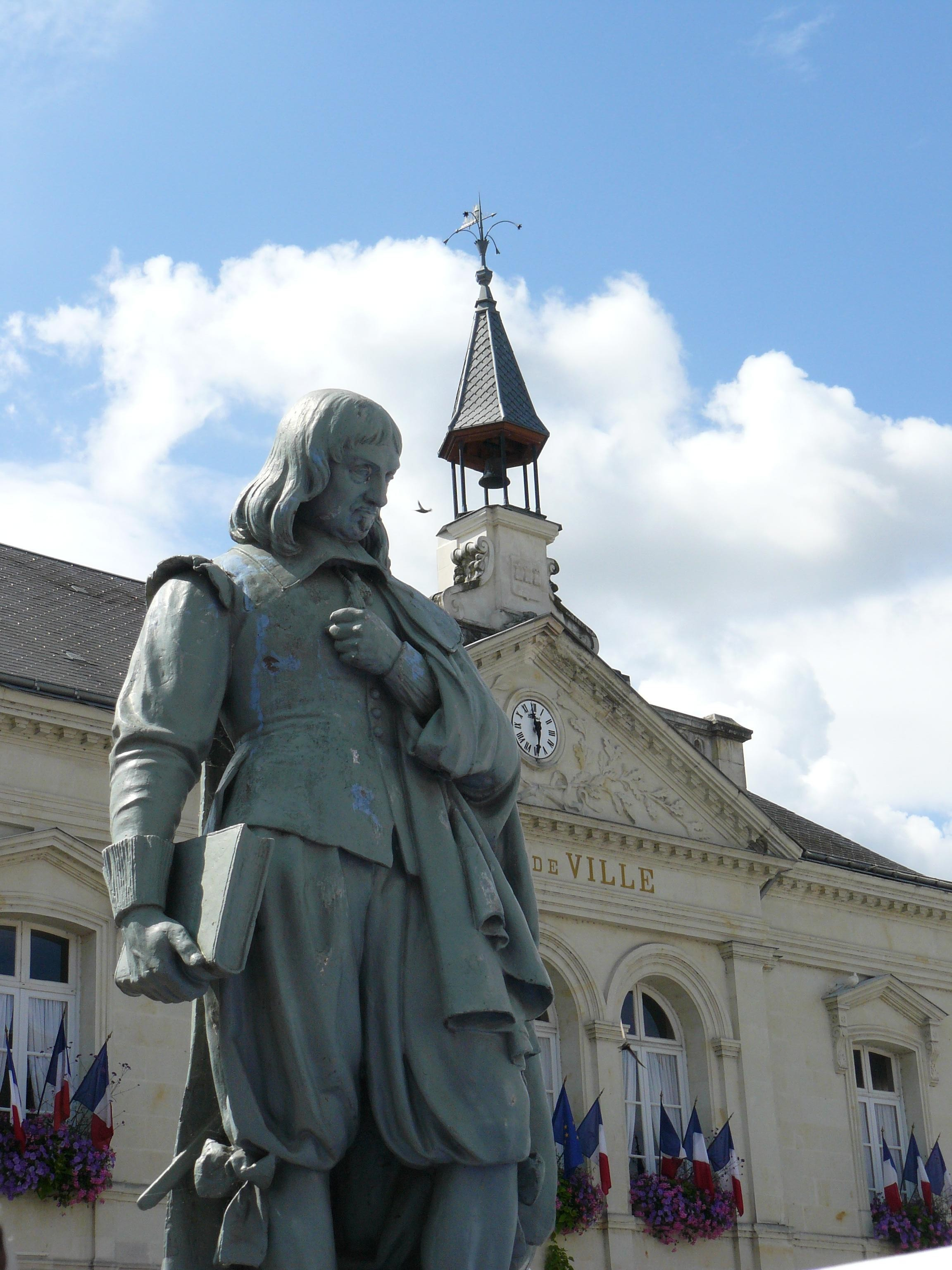
Estàtua de René Descartes a La Haye-Descartes

### La inducció eliminativa de Francis Bacon
Mentre Galileu havia defugit presentar-se com un experimentador, Francis Bacon, ben al contrari, va establir el "rol" de l'experimentador: "És necessari establir una nova forma d'inducció, diferent a la utilitzada fins ara, i ha de ser utilitzada no només per provar i descobrir els primers principis, sinó també els axiomes menors, els mitjans i, això és, tots. La inducció que procedeix amb simples enumeracions és pueril."
No obstant això, ell mateix no va fer grans descobriments científics. La raó pot ser que no era un experimentador hàbil, o potser pel fet que la formulació d'hipòtesis té un paper petit en el seu mètode, si ho comparem amb la ciència moderna. Les hipòtesis apareixen durant el procés d'experimentació, amb l'ajuda de les matemàtiques i la lògica. Bacon va donar un paper substancial, encara que alhora secundari, a les matemàtiques, "que han d'ajudar a definir la filosofia natural, no donar-li naixement" (Novum Organum XCVI). Un èmfasi excessiu en el raonament axiomàtic havia fet que la filosofia anterior, no empírica, fos impotent, segons expressa Bacon al seu Novum Organum: "Hi ha dues maneres, i només dues, d'investigar i descobrir la veritat. Una vola des de l'experiència dels sentits cap als axiomes generals, i a partir d'aquests principis, la veritat dels quals accepta com a inamovible, procedeix a l'establiment dels axiomes intermedis. I aquest és el sistema que està de moda actualment. L'altre sistema deriva els axiomes a partir de les observacions, pujant per un camí continu i gradual, de manera que arriba als principis més generals al final de tot. Aquest és el mètode vertader, encara que fins ara no practicat."

### El racionalisme de Descartes
Descartes se centra en la raó, i està preocupat per la veritat. És considerat pare del racionalisme, que manté que no s'arriba a la veritat a través dels sentits, que són enganyosos, sinó de la raó. A part de les seves teories filosòfiques, la seva aportació principal al progrés científic el constitueix la creació de la geometria analítica, que utilitza el sistema de coordenades "cartesianes", per a representar les figures geomètriques, per mitjà d'equacions, o relacions entre variables. El sistema va ser la base del desenvolupament posterior del càlcul infinitesimal, fet per Leibniz i Newton.

### Les regles de Newton

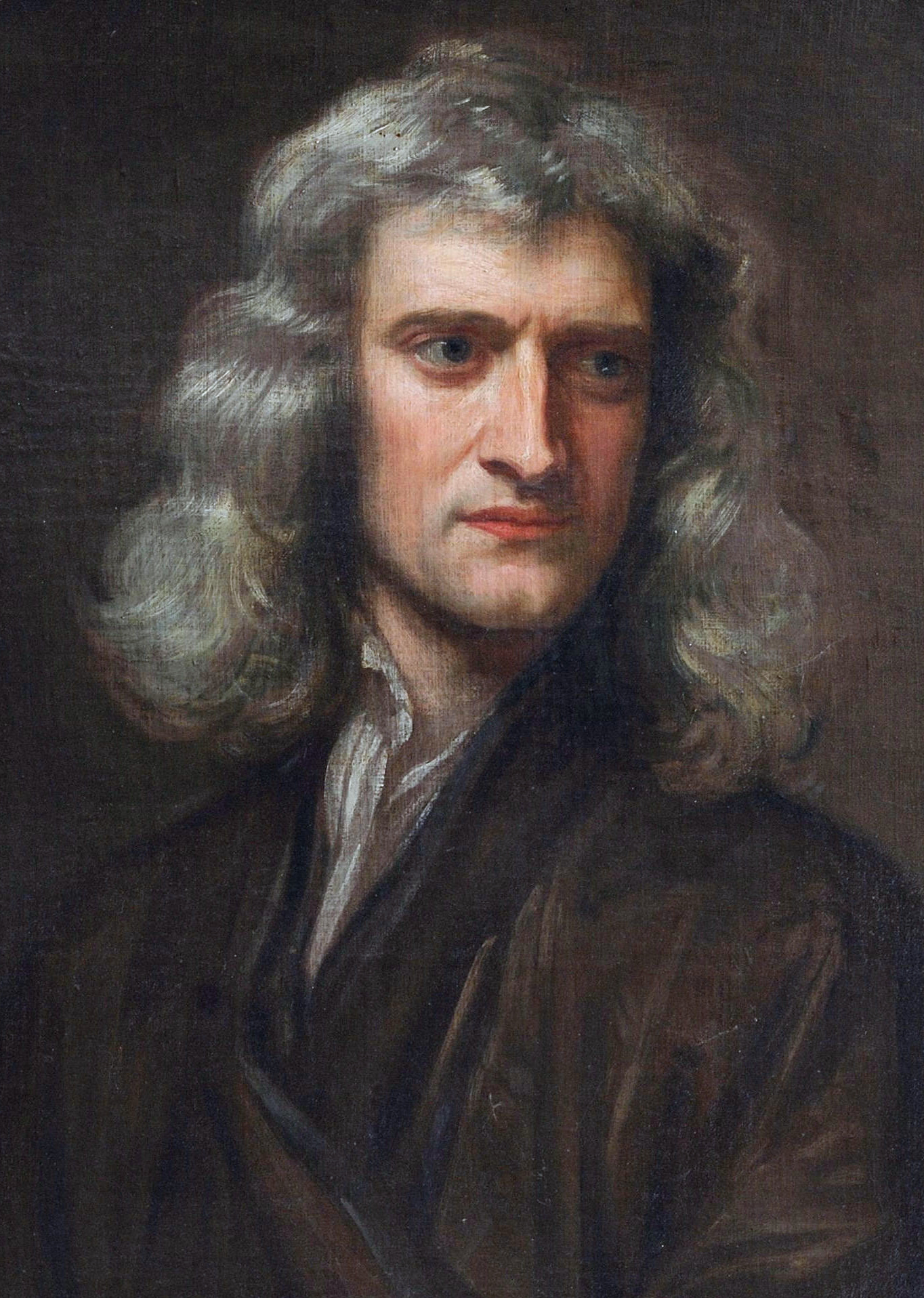
Isaac Newton

Newton va ser una figura decisiva en el desenvolupament del mètode científic, i va decantar-se clarament pel sistema inductiu defensat per Bacon. A la seva obra "Philosophiae Naturalis Principia Mathematica", exposa les seves quatre "regles del raonament":
- Regla 1: Les causes que hem d'admetre pels fenòmens naturals són aquelles que al mateix temps són vertaderes i suficients per a explicar la seva aparició.
- Regla 2: Per tant, a uns mateixos efectes, en tant que sigui possible, hem d'assignar unes mateixes causes.
- Regla 3: Aquelles qualitats dels cossos que no admeten increment o disminució de grau, i que es troba que pertanyen a tots els cossos, dins de l'abast dels nostres experiments, han de ser considerades les qualitats universals de tots els cossos.
- Regla 4: En "filosofia experimental" (ara en diríem ciència experimental), les proposicions que es deriven per mitjà de la inducció basada en fenòmens, hem de considerar-les com a correctes, o molt properes a la veritat, no obstant les hipòtesis contràries que poden ser imaginades, fins que nous fenòmens les perfeccionin, o les desmenteixin.

La regla 4 allibera la ciència del pes de la "veritat" i suposa el triomf del pragmatisme. "L'explicació de tota la natura és una tasca massa difícil per a un sol home, o fins i tot per a una època. És millor fer una mica amb certitud, i deixar la resta per altres que vindran després, que intentar explicar-ho tot"
El model inductiu de Newton va ser la base per gran part de la filosofia de la natura del segle xviii, i principis del XIX. El mètode de raonament va ser sistematitzat posteriorment per John Stuart Mill. Són els anomenats 'mètodes de Mill', cinc directrius sobre quins arguments poden conservar-se, i quins descartar-se, quan es construeix una hipòtesi.

## Integració del mètode deductiu i inductiu
A mitjan segle xviii David Hume va plantejar el "problema de la inducció", que de forma resumida ve a dir que el fet que un fenomen hagi esdevingut d'una forma determinada en el passat, no assegura que continuï de la mateixa forma en el futur, o que una determinada generalització d'un nombre finit d'observacions no assegura que en el futur no puguem trobar nous fets que contradiguin la generalització. La solució d'aquest problema ja l'havia començat a donar Newton, i va ser arrodonida per Karl Popper (vegeu aquest mateix article, més endavant). Immanuel Kant en la seva Crítica de la raó pura va argumentar que les nostres percepcions no són pures, i que nosaltres afegim components de les nostres ments. De nou, Karl Popper també corregeix aquesta afirmació.

### Oersted, física i metafísica

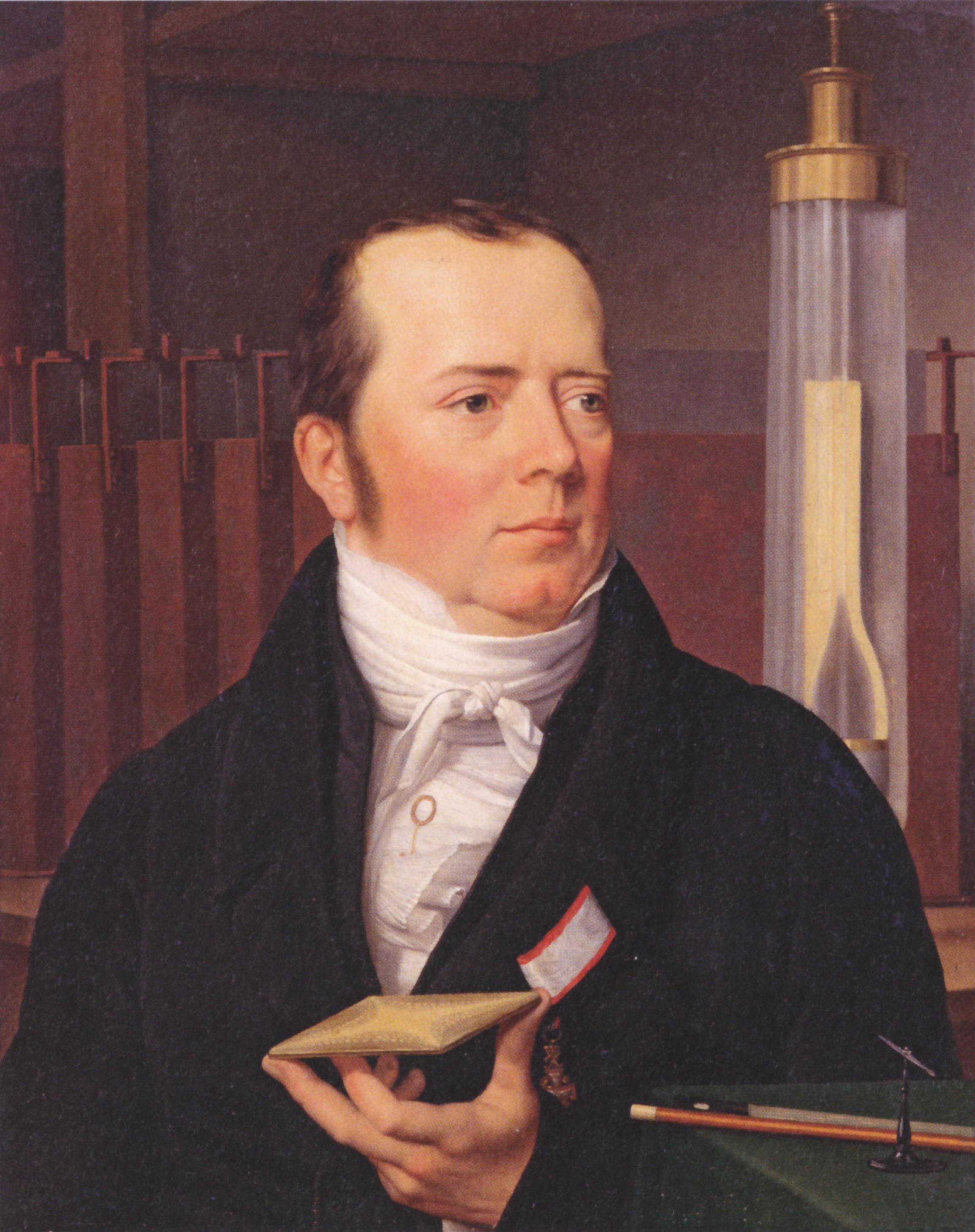
Hans Christian Oersted

Hans Christian Oersted (1777-1851) va ser influenciat de manera important per Kant, en particular per l'obra Fonaments metafísics de la ciència natural. A continuació figura una descripció que fa Oersted del mètode científic:
"Per tal d'aconseguir un coneixement complet de la natura, hem de començar des de dos extrems, l'experiència i la intel·ligència. … El primer mètode ha d'acabar en la formulació de lleis naturals, que han estat abstretes de l'experiència, mentre que el segon ha de començar des de principis, i a mesura que va desenvolupant-se, va fent-se cada vegada més detallat. ... Quan l'empíric, en el seu procés de regressió cap a lleis generals de la natura es troba amb el metafísic que desenvolupa el seu procés progressiu, la ciència adquireix el seu màxim de perfecció."

### 'L'art del descobriment' de Whewell
William Whewell (1794-1866), en la seva obra Història de les ciències inductives, va sistematitzar un mètode per establir un "art del descobriment científic", seguint el sistema de Bacon. El va denominar "Mètode hipotètic deductiu". Veu la construcció de la ciència per mitjans de la unió d'idees i fets. Fa una anàlisi del procés d'inducció en tres etapes:
1. La selecció de la idea fonamental, com ara espai, nombre, causa o semblança.
2. La formació de la concepció, o la modificació més particular d'aquestes idees, com ara un cercle, una força uniforme, etc.
3. La determinació de magnituds.

No obstant això, diu que no és estrictament possible un art del descobriment, donat que a cada etapa cal "inventiva, sagacitat i geni".

### Mètodes de Mill
John Stuart Mill (1806-1873) es va sentir estimulat a publicar "Un sistema de lògica" (A System of Logic) per la lectura d'Història de les ciències inductives de Whewell. En aquesta obra presenta cinc regles del raonament inductiu, normalment conegudes com els 'mètodes de Mill'. Tres d'aquestes regles ja havien estat exposades per Avicenna:
- El mètode de l'acord
- El mètode de la diferència
- El mètode conjunt o doble mètode d'acord i diferència
- El mètode del residu
- El mètode de variacions concomitants

### Claude Bernard: el mètode científic aplicat a la medicina
L'objectiu de Claude Bernard (1813-1878) va ser establir l'ús del mètode científic a la medicina. Va rebutjar molts conceptes erronis, no va acceptar res com a obvi i va basar-se en l'experimentació. Contràriament a un gran nombre dels seus contemporanis, va insistir que la vida estava lligada a les mateixes lleis que controlen la matèria inanimada.
Va remarcar la preponderància del mètode experimental per sobre dels criteris d'autoritat: "quan trobem un fet que contradiu una teoria preponderant, hem d'acceptar el fet i abandonar la teoria, inclús quan la teoria està suportada per grans noms i és acceptada de manera general".
Inducció/deducció: la ciència experimental és un intercanvi constant entre teoria i fets, inducció i deducció. Inducció, raonant des del particular al general, i deducció, des del general al particular, no estan mai separats. Una teoria general, i les deduccions teòriques que en derivem, han de ser provades amb experiments específics, dissenyats per confirmar o negar-ne la validesa, i aquests experiments poden portar-nos a formular teories noves.
Causa/efecte: el científic tracta de determinar la relació entre causa i efecte. Formula hipòtesis, i les sotmet a prova. Quan una hipòtesi és confirmada, esdevé una teoria científica.
Hem d'intentar contradir les nostres pròpies teories, per mitjà d'assajos:
- "Els depreciadors dels seus col·legues fan observacions dolentes, ja que només busquen els resultats que enforteixen les seves teories i els seus objectius, descuidant el que no hi té relació, i apartant tot allò que pot afavorir la teoria que volen combatre."
- "Els vertaders investigadors es caracteritzen per posseir un ardent desig de coneixement. L'home de ciència busca la veritat, i si bé no la troba en la seva totalitat, descobreix fragments significatius, i aquests fragments de veritat universal són precisament el que constitueix la ciència"

### Sanders Peirce: abducció i estadística
Charles Sanders Peirce (1839-1914) era principalment un lògic, i va tornar a introduir el terme 'abducció', a més de deducció i inducció. Abducció és equivalent al procés de crear una hipòtesi. El terme ja havia estat introduït per Aristòtil a la seva obra Primers analítics.
Segons Peirce, l'abducció va abans que la inducció i la deducció. L'abducció es produeix quan l'investigador considera un conjunt de fets, aparentment sense relació mútua, té la intuïció que estan relacionats i formula una hipòtesi. Així doncs el producte del procés és la hipòtesi. Peirce va afirmar que clarifica molt els conceptes d'abducció, inducció i deducció considerar la seva funció distintiva dintre del 'cicle d'indagació'. L'abducció genera les hipòtesis explicatives que la deducció desenvolupa cap a les conseqüències que seran comprovades per mitjà dels assajos inductius per avaluar les hipòtesis.
Charles S. Peirce va ser igualment un pioner en estadística. Va mantenir que la ciència arriba a probabilitats estadístiques, no certituds. Va assignar una probabilitat a les conclusions del raonament lògic, en comptes de fer-ho als fenòmens i premisses. La major part dels seus escrits estadístics insisteixen en el concepte de 'freqüència'. Va formular la teoria moderna de l'estadística a les seves obres Ilustrations of the Logic of Science (1877-1878) (Il·lustracions de la lògica de la ciència) i A Theory of Probable Inferernce (1883) (Una teoria de la deducció probable).
Moltes de les idees de Pierce van ser popularitzades i desenvolupades posteriorment per Ronald Aylmer Fisher, Jerzy Neyman, Frank P. Ramsey, Bruno de Finetti i Karl Popper.

### Popper i Kuhn: la relativitat de la veritat científica
Karl Popper (1902-1994)

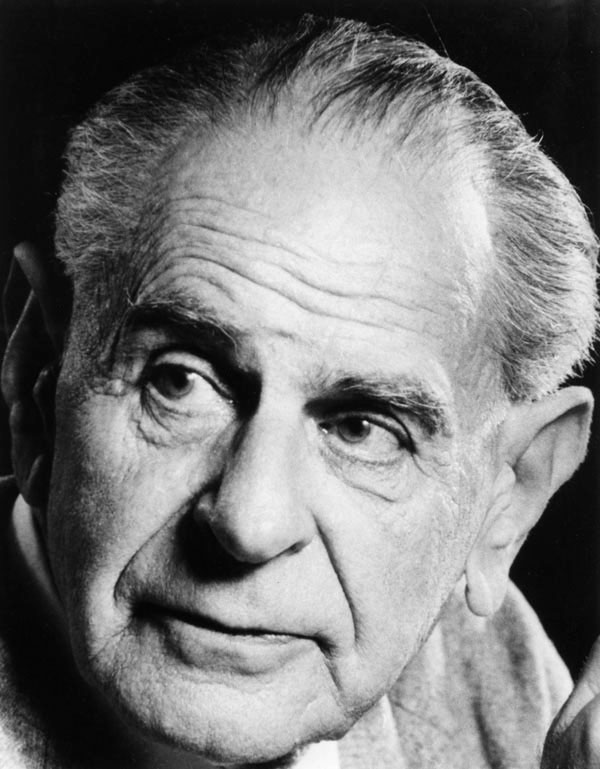
Karl Popper als anys 1980

afirma que les teories científiques no són vertaderes o falses, sinó aproximacions a la veritat. Hi ha una evolució, de manera que les teories s'aproximen cada vegada més a la veritat.
Va rebutjar l'empirisme clàssic en afirmant que les teories científiques són abstractes i que només poden ser provades indirectament, verificant les seves implicacions. També va afirmar que les teories científiques són conjectures i hipòtesis, generades per una imaginació creativa. Per moltes observacions i assajos que confirmin una teoria, un sol resultat negatiu és suficient per destruir-la. Això és tan important que el requeriment per a reconèixer una teoria com a científica és que sigui "falsable", és a dir, que les seves implicacions puguin ser sotmeses a comprovacions i assajos que eventualment puguin demostrar la seva falsedat. Si una teoria no es pot sotmetre a aquesta comprovació, no pot ser qualificada com a científica. Així, per exemple, va afirmar que la psicoanàlisi i el marxisme no eren teories científiques, ja que no podien ser sotmeses al procés de "falsabilitat".
Thomas Kuhn (1922-1996) va ser un físic que va escriure de manera extensa sobre la història de la ciència i va desenvolupar alguns conceptes importants en els camps de la sociologia i la filosofia de la ciència, que tenen certa relació amb el mètode científic.
A l'obra "L'estructura de les revolucions científiques" (The Structure of Scientific Revolutions), coneguda com a SSR, diu que la ciència no progressa de manera lineal, sinó que té revolucions periòdiques, a causa de la resistència a l'acceptació de noves idees i teories per part de les establertes. El canvi es produeix quan les noves idees prenen una força que no es pot aturar, al mateix temps que els defensors de les antigues teories van desapareixent. A aquest procés el denomina ‘canvi de paradigma’. Aquesta visió historicista contrasta amb l'exposició filosòfica de Popper. Malgrat això, Popper també va parlar d'alguna cosa similar al canvi de paradigma, encara que sense entrar-hi massa. Popper va dir que en cada moment del desenvolupament científic vivim en el centre d'un horitzó d'expectatives. Les observacions poden modificar el marc d'expectatives, o fins i tot, destruir-lo com una bomba. Aleshores és necessari reconstruir el marc d'expectatives, que és el que Kuhn denomina 'canvi de paradigma'.